# Funeral
Funeral is het eerste muziekalbum van de Canadese band Arcade Fire, na de ep Arcade Fire uit 2003. Het kwam in de VS en Canada uit op 14 september 2004 en in Europa op 28 februari 2005. Het werd in vele eindejaarslijstjes als een van de beste albums van 2004 en 2005 gezien.

## Tracklist
1. "Neighborhood #1 (Tunnels)" – 4:48
2. "Neighborhood #2 (Laïka)" – 3:32
3. "Une Année Sans Lumière" – 3:40
4. "Neighborhood #3 (Power Out)" – 5:12
5. "Neighborhood #4 (7 Kettles)" – 4:49
6. "Crown of Love" – 4:42
7. "Wake Up" – 5:35
8. "Haiti" – 4:07
9. "Rebellion (Lies)" – 5:10
10. "In the Backseat" – 6:20